# Welrod
Die Welrod – benannt nach dem Ort Welwyn und dem Slangausdruck Rod für Pistole – ist eine Handfeuerwaffe, die während des Zweiten Weltkriegs für das britische War Office entwickelt und mit Schalldämpfer an Spezialeinheiten ausgegeben wurde.
Insgesamt wurden von dieser speziellen Waffe 2.800 Exemplare gefertigt. Andere, meist umgebaute oder mit externem Schalldämpfer versehene Waffen, kamen parallel zum Einsatz.
Die Waffe ist mit einem integrierten internen Schalldämpfer ausgestattet und wird manuell repetiert. Der Griff bestand im Wesentlichen aus dem Magazin, der Verschluss basierte auf einem einfachen Gewehr für die Vogeljagd. Während die Schalldämpfung der ersten Version aus einer Anzahl durchbohrter Gummischeiben bestand, deren Öffnung kleiner als das verwendete Kaliber war, reduzierte und vereinfachte man das System bei der zweiten Version.
Bei der Verwendung von Unterschallmunition ist die Welrod-Pistole fast geräuschlos und aus geringer Entfernung, insbesondere bei Umgebungsgeräuschen, kaum hörbar. Die Reichweite wird in den verfügbaren Quellen mit 12 bis 15 m angegeben.
Welrod-Pistolen wurden im Zweiten Weltkrieg durch das SOE vor allem in Dänemark, Frankreich, Belgien und Niederlande eingesetzt und kamen auch während des Falkland-Kriegs 1982, bei den Unruhen in Nordirland und in der Operation Desert Storm durch das britische SAS zum Einsatz. Zusätzlich wurden auch Waffen in Waffenlagern von Stay-behind-Organisationen gefunden.
Aus der Welrod wurde die ebenfalls schallgedämpfte, aber einschüssige Welwand, welche unauffällig im Ärmel getragen werden sollte, entwickelt.

## Sonstiges
Der Name Welrod leitet sich vom Entwicklungsort, Station IX in Welwyn ab, „rod“ ist britischer Slang für „Feuerwaffe“. Alle Projekte, die dort entstanden, beginnen mit Wel, so gab es zum Beispiel auch das Ein-Mann-Unterseeboot Welman oder den kompakten Motorroller Welbike, der speziell dafür konstruiert war, in Containern per Fallschirm abgeworfen zu werden.
Der Schweizer Waffenhersteller Brügger & Thomet stellt mit der Station Six 9 eine moderne Variante der Welrod- beziehungsweise der VP9-Pistole an.